# Metropolitanato de Bizia y Medea
El metropolitanato de Bizia y Medea (en griego: Ιερά Μητρόπολη Βιζύης και Μηδείας) es una diócesis de la Iglesia ortodoxa perteneciente al patriarcado de Constantinopla. Su sede estuvo en Bizia (la actual Vize) en Turquía. Su titular lleva el título metropolitano de Bizia y Medea, el más honorable ('hypertimos') y exarca del Mar Negro (en griego: Ο Βιζύης και Μηδείας, υπέρτιμος και έξαρχος Μαύρης Θαλάσσης). Bizia y Medea eran diócesis de la provincia romana de Europa en la diócesis civil de Tracia y en el patriarcado de Constantinopla. 

## Territorio
El metropolitanato de Bizia y Medea se encuentra en las provincias de Kırklareli y Tekirdağ. Limita al norte con el metropolitanato de Sliven (de la Iglesia ortodoxa de Bulgaria); al este con el mar Negro; al sur con los metropolitanatos de Heraclea y Tyroloi y Serention; y al oeste con los metropolitanatos de Saranta Ekklisies y Adrianópolis
Además de Vize, otras localidades del metropolitanato son: Kıyıköy (la antigua Medea), İğneada y Saray.

## Historia
Los orígenes de la comunidad cristiana de Bizia son inciertos, dado que el primer obispo conocido llegó relativamente tardío, Euprepio, presente en el Concilio de Éfeso en 431. Era una diócesis sufragánea de Heraclea cuando a mediados del siglo VII fue elevada a arquidiócesis autocéfala, directamente dependiente de la patriarca. Ocupa el primer lugar entre las arquidiócesis autocéfalas en la Notitia Episcopatuum atribuido al emperador bizantino León VI (886-912), que data del inicio de siglo X. Bizia se usaba a menudo como un lugar de confinamiento para personalidades religiosas, entre ellos Máximo el Confesor, que fue exiliado en Bizia en 656. Hay varios obispos conocidos de esta sede en el primer milenio cristiano. Después de Euprepio, las fuentes mencionan al obispo Luciano tres veces: estuvo presente en el Concilio de Calcedonia en 451, donde se decía que había sido administrador de la Iglesia de Arcadiopoli, y firmó las actas en lugar de su metropolitano Ciriaco; en 458 firmó una carta de obispos dirigida al patriarca Anatolio. Al año siguiente firmó la carta con la que el patriarca Genadio condenó a los simoniacos. Juan estuvo entre los participantes en la conferencia entre ortodoxos y severianos en Constantinopla en 533. Teodoro I participó en el concilio ecuménico de 553. Un obispo anónimo, circa 656, asistió a la conversación entre Teodosio, obispo de Cesarea de Bitinia, y Máximo el Confesor: y desde el Acta de San Máximo parece haber usado modales fuertes hacia el santo. Jorge participó en el concilio ecuménico de 680; Teodoro II estaba entre los convocados del Concilio de Nicea II (787); Miguel intervino en el concilio de 869, mientras que Pedro estuvo en el de 879. Finalmente, un Niceto asistió al sínodo constantinopolitano de 1028.
Medea fue una diócesis un poco tardía, ya que aparece por primera vez en las listas de obispados de la provincia de Europa sólo al principio del siglo X, y habría sido creada en el siglo IX como sufragánea de Heraclea. 
Bizia fue elevada a metropolitanato circa 1350, mientras que Medea lo fue también para la misma época. Bizia fue ocupada por el Imperio otomano en marzo de 1453 y poco después ambos metropolitanatos fueron abolidos debido a la despoblación. Para 1565 el metropolitanato de Bizia estaba restablecido y para 1623 también lo estaba el de Medea, ya que en agosto de ese año fue unido al de Sozópolis creándose el metropolitanato de Medea y Sozópolis. Sin embargo, en 1628 fue nuevamente divididos. En 1682 los metropolitanatos de Bizia y de Medea fueron unidos, divididos antes de 1715 y de nuevo unidos en 1725. La sede fue luego movida a Demirköy, pero en 1839 fue retornada a Vize.
Vize fue ocupada por fuerzas búlgaras en marzo de 1913, y fue recuperada por los otomanos en la segunda guerra de los Balcanes en julio de 1913. De 1920 a 1922 fue ocupada por los griegos, que la anexaron el 28 de julio de 1920. Hacia el final de la guerra greco-turca, en octubre de 1922, los ortodoxos griegos que habitaban la región fueron evacuados a Grecia, antes de la ocupación definitiva del ejército turco el 12 de noviembre de 1922. Tras los acuerdos del Tratado de Lausana de 1923, que obligó al intercambio de poblaciones entre Grecia y Turquía, ninguna población ortodoxa permaneció dentro de los límites del metropolitanato de Bizia y Medea.

## Cronología de los obispos

### Obispos de Bizia
- Euprepio † (mencionado en 431)
- Luciano † (antes de 451-después de 459)
- Juan † (mencionado en 533)
- Teodoro I † (mencionado en 553)
- Anónimo † (mencionado en 656)
- Jorge † (mencionado en 680)
- Teodoro II † (mencionado en 787)
- Miguel † (mencionado en 869)
- Pedro † (mencionado en 879)
- Niceto † (mencionado en 1028)

### Metropolitanos de Bizia y Medea
- Daniel II † (junio de 1792-agosto de 1813 falleció)
- Neófito II † (agosto de 1813-1816 falleció)
- Jeremías II † (agosto de 1816-9 de junio de 1821 trasladado al metropolitanato de Derkos)
- Josafat † (junio de 1821-agosto de 1826 trasladado al metropolitanato de Nyssa)
- José † (agosto de 1826-octubre de 1826 trasladado al metropolitanato de Nyssa)
- Josafat † (octubre de 1826-septiembre de 1830	renunció) (por segunda vez)
- Cosme II † (septiembre de 1830-agosto de 1837 trasladado al metropolitanato de Quíos)
- Gregorio II † (agosto de 1837-27 de septiembre de 1855 trasladado al metropolitanato de Quíos)
- Mateo † (28 de septiembre de 1855-27 de febrero de 1863 suspendido)
- Platón † (2 de marzo de 1863-27 de julio de 1877 falleció)
- Constancio † (1 de agosto de 1877-julio de 1899 falleció)
- Hieroteo † (12 de agosto de 1899-3 de febrero de 1900 trasladado al metropolitanato de Rodas)
- Doroteo II † (5 de febrero de 1900-29 de enero de 1904 trasladado al metropolitanato de Sozoagatópolis)
- Nicodemo † (29 de enero de 1904-19 de febrero de 1908 trasladado al metropolitanato de Cos)
- Antimo † (19 de febrero de 1908-17 de noviembre de 1922 trasladado al metropolitanato de Maronia)
- Cristóforo Knitis † (4 de febrero de 1928-7 de agosto de 1958 falleció)
- Sede vacante (desde 1958)